# L'Image de la faucheuse
L'Image de la faucheuse (titre original : The Reaper's Image) est une nouvelle de Stephen King parue en 1985 dans le recueil de nouvelles Brume mais ayant été publiée pour la première fois en 1969 dans le magazine Startling Mystery Stories.

## Résumé
Spangler, un collectionneur d'objets d'art, se rend dans un petit musée privé pour y examiner le miroir de Delver, objet d'une très grande valeur fabriqué pendant l'ère élisabéthaine. Il est accompagné par Carlin, le conservateur. Carlin est effrayé par le miroir car plusieurs personnes y ont vu l'image de la faucheuse et ont disparu sans laisser de traces mais Spangler, sceptique, traite ces histoires par le mépris.
Alors que Spangler examine le miroir, il y voit quelque chose dans le coin supérieur gauche et Carlin, horrifié, lui assure qu'il a vu la faucheuse. Spangler le nie mais commence à se sentir mal. Il part aux toilettes et Carlin commence à l'attendre, se remémorant les histoires de toutes les victimes du miroir qui n'ont jamais réapparu.

## Genèse
Cette nouvelle, écrite par Stephen King alors qu'il était étudiant à l'université du Maine, a été achetée 35 $ par le magazine Startling Mystery Stories, qui l'a publiée au printemps 1969. Elle constitue la deuxième vente professionnelle de la carrière de l'écrivain.